# Horne-bogen
Horne-bogen er et latinsk evangeliehåndskrift fra omkring år 1200-1225.

## Udstyr og indhold
Bogens omslag er prydet med en krucifiksgruppe af hvalrostand, der ligeledes er fra 1200-tallets første halvdel, mens den øvrige udsmykning, emaljearbejder og halvædelsten først er påmonteret i begyndelsen af 1300-tallet.
Bogen, der består af 203 pergamentblade, indeholder de fire nytestamentlige evangelier med tilhørende lister, bl.a. konkordanstabeller, såkaldte kanontavler, der sammenstiller skriftsteder i evangelierne.
Bogen er illustreret med syv helsides miniaturer (foruden de fire evangelister ses Kristi korsfæstelse og Kristus tronende som verdens hersker, samt forrest i bogen et stifterbillede, hvor en mand og en kvinde som bogens givere knæler for en bispehelgen, sandsynligvis Sankt Nikolaj), fem ornamentsider og 14 ornamenterede kanontavler.
De rene tekstsider indledes med initialer, rigt udsmykkede forbogstaver i flere stærke farver. Farvevalget i illustrationerne er domineret af røde, blå, grønne og gule farver, men også mere pastelagtige lilla og brune farver indgår i billederne.

## Historie
Bogen blev foræret til Horne Kirke på Fyn i 1656 af adelsparret Jørgen Brahe (1585-1661) og Anne Gyldenstierne (1596-1677) fra herregården Hvedholm, der ligger i Horne Sogn.
Malede våbenskjolde i bogen viser våbenskjolde for giverne og for bogens tidligere adelige ejere. Den første ejer, der nævnes, er den skånske adelsmand Oluf Rosensparre (1559-1624) på herresædet Skarholt, hvis forældre, Steen Jensen Rosensparre (1523-1565) og Mette Rosenkrantz (1533-1588), ejede det tidligere benediktinernonnekloster Bosjökloster i Skåne. Måske stammer håndskriftet fra dette kloster idet perikopelisten nævner den typisk nordiske helgenkonge Olav, og stifterbilledet viser som ovenfor nævnt sandsynligvis Skt. Nikolaj, som var dette klosters beskytter. Bogen lå i kirken indtil 1810, da lensgreve Preben Bille-Brahe til Hvedholm skænkede den til "Den kongelige Kommission for Oldsagers Opbevaring", forløberen for Nationalmuseet. Den viste side er indledningen til Lukasevangeliet.

## Galleri
- Indledningen til Lukasevangeliet.
- Detalje med blå og grøn emaljemedaljon og sølvsmedearbejde fra bogbindets forside.
- To våbenskjolde fra henholdsvis Oluf Steensen Rosensparre (1559-1624) til venstre, og hans hustru Elisabeth (Lisbeth) Gyldenstjerne (1533-1588) til højre.